# Кам'яна (село)
Кам'яна́ — село в Україні, у Чернівецькій області, Чернівецькому районі. Центр Кам'янської сільської громади.

## Географія
Населений пункт Кам'яна розташований на віддалі шести кілометрів від Чернівців у південно-західному напрямку. Село розташоване в горбистій місцевості неподалік лісу. Із сходу на захід село перетинає невеличка річка Кам'яна.
До складу Кам'янської сільської ради входять два населені пункти села Кам'яна та Глибочок. Відстань від села до міста Сторожинець 15 км, до міста Чернівці — 6 км.

## Герб
У зеленому щиті вузька золота хвилеподібна понижена балка, що супроводжується зверху двома срібними перекинутими кирками, покладеними в косий хрест і супроводжуваними зверху золотим пагорбом, а знизу - срібним каменем, і знизу - трьома срібними каменями, 2 і 1.

## Історія
Перша писемна згадка про село Кам'яну появилась в 1575 році.
Свою діяльність Кам'янська сільська рада розпочала 1946 році.
З 24 серпня 1991 року село Кам'яна входить до складу незалежної України.

## Населення
Національний склад населення за даними перепису 1930 року у Румунії:
| Національність | Кількість осіб | Відсоток |
| -------------- | -------------- | -------- |
| румуни         | 1370           | 56,92 %  |
| українці       | 817            | 33,94 %  |
| росіяни        | 142            | 5,90 %   |
| євреї          | 56             | 2,33 %   |
| німці          | 18             | 0,75 %   |
| поляки         | 4              | 0,17 %   |

Мовний склад населення за даними перепису 1930 року:
| Мова       | Кількість осіб | Відсоток |
| ---------- | -------------- | -------- |
| українська | 1959           | 81,39 %  |
| румунська  | 233            | 9,68 %   |
| російська  | 141            | 5,86 %   |
| їдиш       | 49             | 2,04 %   |
| німецька   | 25             | 1,04 %   |

Розподіл населення за рідною мовою за даними на 2001 рік:
| Мова            | Кількість | Відсоток |
| --------------- | --------- | -------- |
| українська      | 2923      | 98.88%   |
| російська       | 18        | 0.61%    |
| румунська       | 12        | 0.40%    |
| інші/не вказали | 3         | 0.11%    |
| Усього          | 2956      | 100%     |

## Економіка
У селі розташований туристичний комплекс «Аква-плюс».

## Уродженці села
- Кожелянко Василь Дмитрович, письменник
- Кожолянко Георгій Костянинович, доктор історичних наук, професор кафедри етнології, античної та середньовічної історії ЧНУ імені Юрія Федьковича.

## Галерея

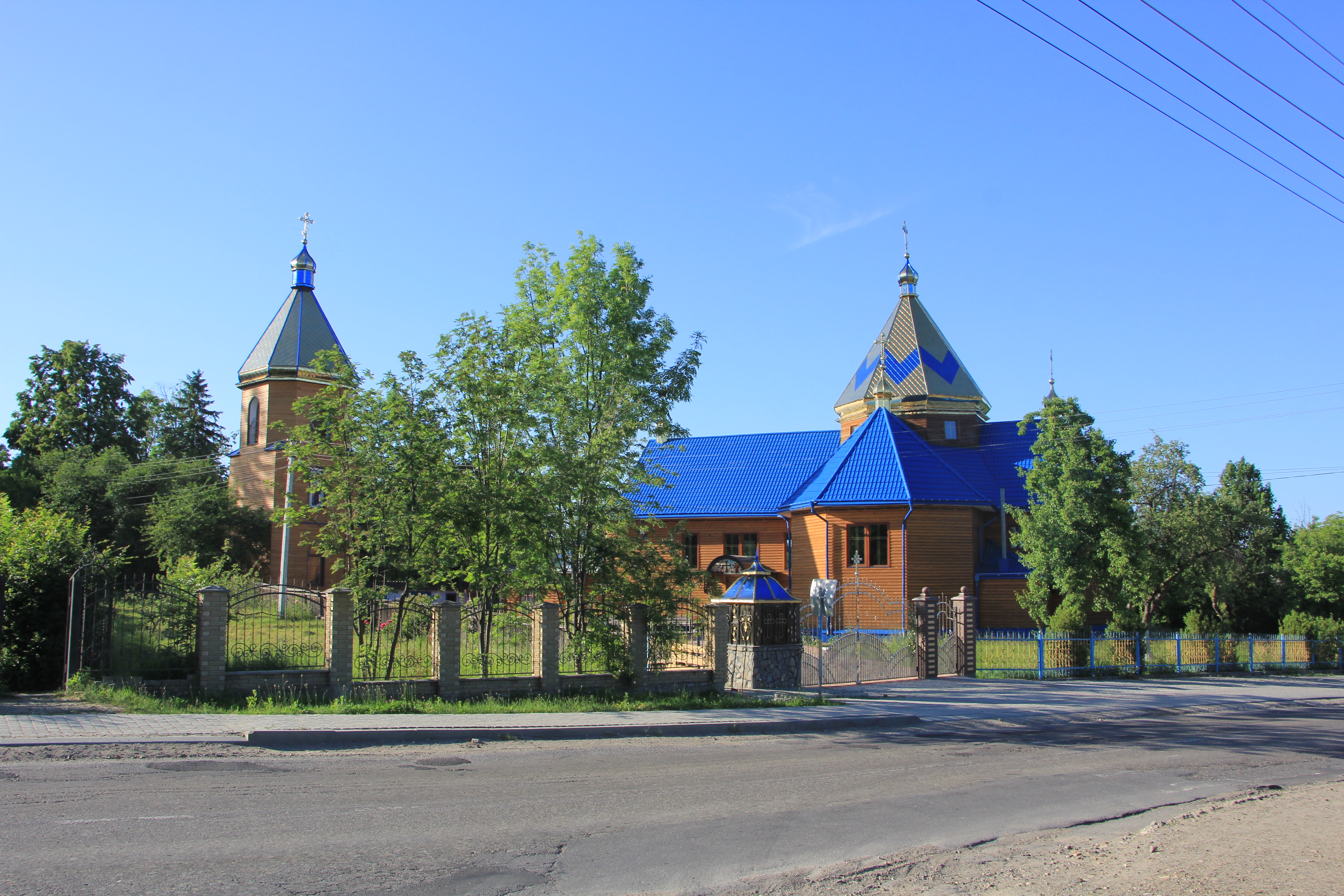
Дерев'яна церква Св. Арх. Михайла 1895 с. Кам'яна
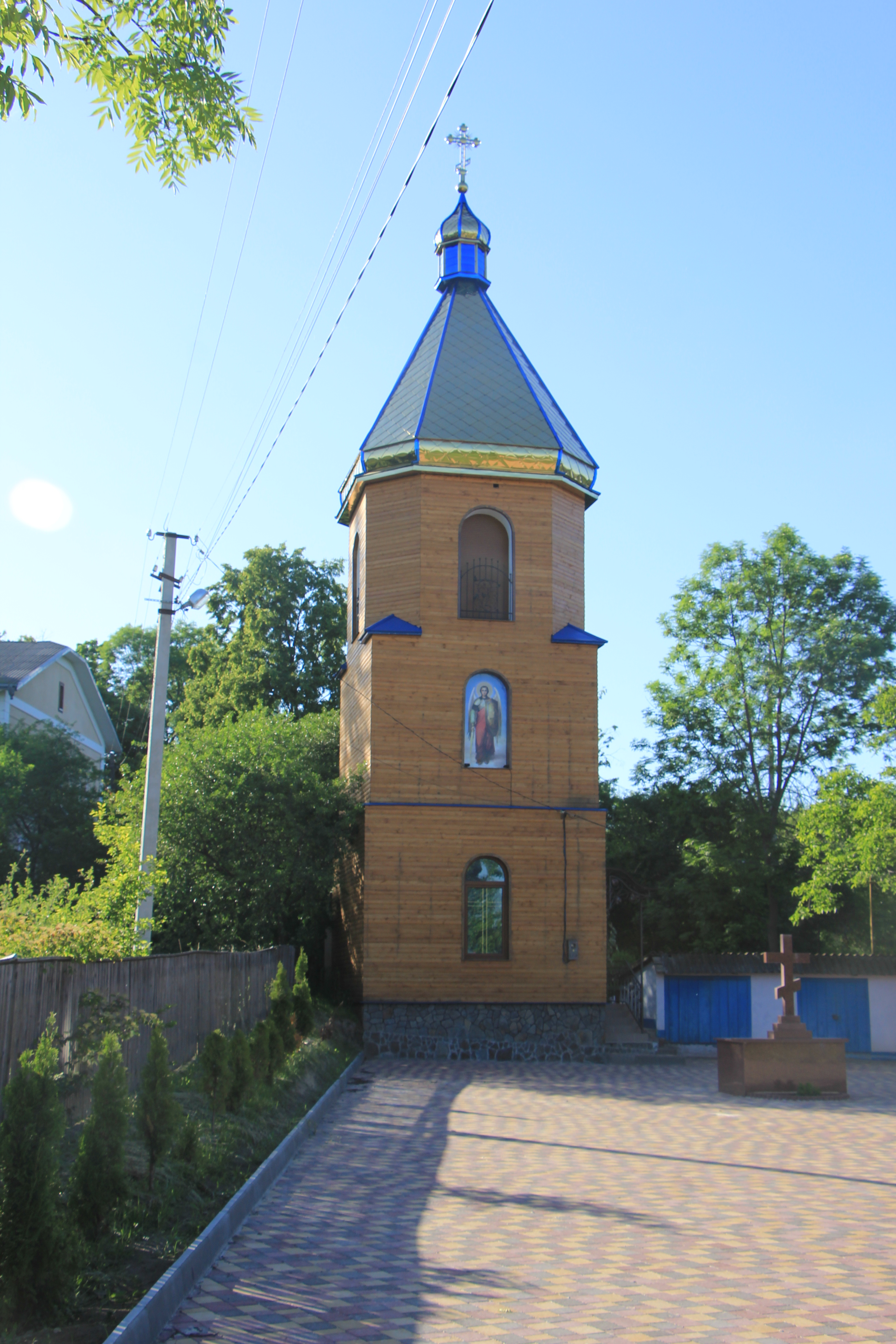
Дерев'яна церква Св. Арх. Михайла 1895. Дзвіниця. с. Кам'яна